# European Cup 10000m 2012
De European Cup 10000m 2012 was de zestiende editie van de European Cup 10000m, een Europees kampioenschap, waar landenteams in twee categorieën strijden. De wedstrijd vond plaats in het Municipal de Zorroza in Bilbao (Spanje). De wedstrijd werd georganiseerd door de atletiekbond van Spanje, in samenwerking met de European Athletic Association. De wedstrijd was aanvankelijk toegewezen aan de eveneens Spaanse stad Palafrugell, maar in november 2011 werd het voorstel van de Spaanse atletiekfederatie om de wedstrijd te verplaatsen naar Bilbao geaccepteerd.
De European Cup 10000m 2012 bestond uit twee wedstrijden voor mannen (een A- en een B-race) en eentje voor vrouwen. In totaal deden er 51 mannen en 41 vrouwen mee uit 22 verschillende landen.

## Uitslagen

### Mannen
| rang   | naam                | land | tijd     |      |
| ------ | ------------------- | ---- | -------- | ---- |
| Goud   | Polet Kemboi Arikan | TUR  | 27.56,28 | (PB) |
| Zilver | Ayad Lamdassem      | ESP  | 28.04,22 | (SB) |
| Brons  | Carles Castillejo   | ESP  | 28.07,50 |      |
| 4      | Manuel Ángel Penas  | ESP  | 28.33,99 |      |
| 5      | Stefano La Rosa     | ITA  | 28.34,54 |      |
| 6      | Rui Pedro Silva     | POR  | 28.36,32 | (SB) |
| 7      | Denis Mayaud        | FRA  | 28.38,59 | (SB) |
| 8      | Mustafa Mohamed     | SWE  | 28.40,71 | (PB) |
| 9      | Youssef El Kalai    | POR  | 28.46,64 | (SB) |
| 10     | José Rocha          | POR  | 28.50,38 |      |

### Vrouwen
| rang   | naam                | land | tijd     |      |
| ------ | ------------------- | ---- | -------- | ---- |
| Goud   | Sara Moreira        | POR  | 31.23,51 | (PB) |
| Zilver | Jo Pavey            | GBR  | 31.32,22 | (SB) |
| Brons  | Christelle Daunay   | FRA  | 31.35,81 | (NR) |
| 4      | Sabrina Mockenhaupt | GER  | 31.36,76 | (SB) |
| 5      | Nadia Ejjafini      | ITA  | 31.45,14 | (PB) |
| 6      | Valeria Straneo     | ITA  | 32.15,87 | (PB) |
| 7      | Charlotte Purdue    | GBR  | 32.18,44 |      |
| 8      | Ana Dias            | POR  | 32.20,89 |      |
| 9      | Gemma Steel         | GBR  | 32.34,81 | (PB) |
| 10     | Elena Romagnolo     | ITA  | 32.39,12 | (PB) |

### Teamstanden mannen
| rang   | land      | tijd       |
| ------ | --------- | ---------- |
| Goud   | Spanje    | 1:24.45,71 |
| Zilver | Portugal  | 1:26.13,34 |
| Brons  | Frankrijk | 1:26.33,60 |

### Teamstanden vrouwen
| rang   | land                | tijd       |
| ------ | ------------------- | ---------- |
| Goud   | Verenigd Koninkrijk | 1:36.25,47 |
| Zilver | Italië              | 1:36.40,13 |
| Brons  | Portugal            | 1:36.51,26 |